# Detektyw (czasopismo)
Detektyw – najstarszy polski miesięcznik w całości poświęcony tematyce kryminalnej. Ukazuje się od 1987 roku.
Pismo zawiera reportaże, felietony oraz sprawozdania oparte na autentycznych wydarzeniach z kraju i ze świata. Przeznaczone jest ono wyłącznie dla osób pełnoletnich. Funkcję redaktora naczelnego pełni Krzysztof Kilijanek, natomiast wydawcą jest Polska Grupa Wydawnicza Monika Frączak, Krzysztof Kilijanek sc, która w październiku 2020 otrzymała bezterminową licencję na jego wydawanie od Polskiej Agencji Prasowej (do 31 stycznia 2019 wydawcą było Przedsiębiorstwo Wydawnicze Rzeczpospolita od 1 lutego 2019 do września 2020 Polska Agencja Prasowa).

## Liczba numerów rocznie
Rocznie ukazuje się 12 zwykłych numerów Detektywa oraz cztery Wydania specjalne. Polska Grupa Wydawnicza zrezygnowała z wydawania Detektywa Extra, w którym opisywano głośne sprawy kryminalne z czasów PRL-u.

## Wydania specjalne
Detektyw. Wydanie specjalne ukazuje się co trzy miesiące. Od zwykłych numerów różni się tylko tematyką – w Wydaniu specjalnym wszystkie zamieszczone teksty są poświęcone jednemu tematowi (m.in. Skazani na dożywocie, „Słaba płeć”, Plamy na mundurze). Redaktorem naczelnym jest Monika Frączak.